# Блок 63
Блок 63 је један од стамбених блокова Новог Београда.
Оивичен је улицама Гандијевом, Јурија Гагарина, Нехруовом, и Војвођанском.
До блока се градским превозом може стићи аутобусима 73, 82, 89, 94 и 95 као и трамвајима 7, 9, 11 и 13. 
У блоку се налази основна школа „Јован Стерија Поповић“, Друштво за чување, неговање и заштиту културне традиције народа „Рад“ и Макси супермаркет.